# Cibões e Brufe
Cibões e Brufe (llamada oficialmente União das Freguesias de Cibões e Brufe) es una freguesia portuguesa del municipio de Terras de Bouro, distrito de Braga.

## Historia
Fue creada el 28 de enero de 2013 en aplicación de una resolución de la Asamblea de la República de Portugal promulgada el 16 de enero de 2013 con la unión de las freguesias de Brufe y Cibões, pasando su sede a estar situada en la antigua freguesia de Cibões.

## Demografía
| Gráfica de evolución demográfica de Cibões e Brufe entre 2011 y 2021 |
|                                                                      |
| Datos según el nomenclátor publicado por el INE portugués.           |